# Rừng hỗn hợp Hyrcania Caspi
Rừng hỗn hợp Hyrcania Caspi là khu rừng đất thấp rậm rạp và vùng sinh thái thuộc quần xã sinh vật Rừng lá rộng và hỗn hợp ôn đới. Nó có diện tích khoảng 55.000 kilômét vuông (21.000 dặm vuông Anh), gần khu vực phía nam bờ biển Caspi thuộc hai quốc gia Iran và Azerbaijan. Tên của khu rừng đặt theo tên của vùng đất lịch sử Hyrcania, ở phía đông nam của Iran ngày nay, nơi có những cánh rừng này ngự trị. Vào ngày 5 tháng 7 năm 2019, các khu rừng hỗn hợp Hyrcanian đã được UNESCO công nhận là Di sản thế giới.

## Vị trí
Ở Iran, vùng sinh thái này bao gồm khu vực dọc bờ biển Caspi và sườn phía bắc của dãy núi Alborz. Nó bao gồm một phần diện tích của năm tỉnh thuộc Iran từ đông sang tây bao gồm Bắc Khorasan, Golestan, Mazandaran, Gilan và Ardabil. Tổng sản lượng gỗ từ các khu rừng này ước tính là 269.022 mét khối (9.500.400 ft khối). Vườn quốc gia Golestan và rừng đầu nguồn Shastkolateh nằm tại tỉnh Golestan và Mazandaran có tổng diện tích rừng ước tính 965.000 ha (2.380.000 mẫu Anh). Có 487.195 ha (1.203.890 mẫu Anh) được sử dụng cho mục đích thương mại, 184.000 ha (450.000 mẫu Anh) là khu vực bảo tồn, còn lại là đất rừng hoặc rừng sử dụng quá mức. Tổng số gỗ rừng ước tính sử dụng tại tỉnh này là 770.551 mét khối (27.211.800 ft khối). Các khu rừng đầu nguồn Kojoor, Dohezar và Sehezar nằm ở tỉnh Mazandaran và Gilan là những khu rừng được phân loại từ 1 đến 3 với diện tích tương ứng là 107.894 ha (266.610 mẫu Anh); 182.758 ha (451.600 mẫu Anh) and 211.972 ha (523.790 mẫu Anh). Khu vực khai thác thương mại là 184.202 m3 (6.505.000 ft khối), còn phi thương mại là 126.173 m3 (4.455.800 ft khối). Các khu rừng đầu nguồn khác như Masooleh, Ghaleh Roodkhan và Astara nằm ở Gilan và Ardabil. Ở khu vực cao hơn về phía nam, các khu rừng giao với vùng sinh thái Thảo nguyên rừng Elburz. Còn ở phía đông nam của Azerbaijan, các khu rừng này nằm trên Vùng đất thấp Lankaran và Dãy núi Talysh.
Khí hậu của vùng sinh thái này là Cận nhiệt đới ẩm ở khu vực cao trung bình, Khí hậu đại dương ở khu vực trên núi và Khí hậu lục địa ẩm với hầu hết lượng mưa xảy ra từ mùa thu kéo dài đến mùa xuân năm sau. Alborz là dãy núi cao nhất Trung Đông, nơi hút hơi ẩm từ biển Caspi. Lượng mưa hàng năm dao động từ 900 mm (35 in) ở phía đông cho đến 1.600 mm (63 in) ở phía tây khiến nó có lượng mưa nhiều hơn so với các sa mạc, bán sa mạc và thảo nguyên ở ranh giới tiếp giáp.

## Thực vật

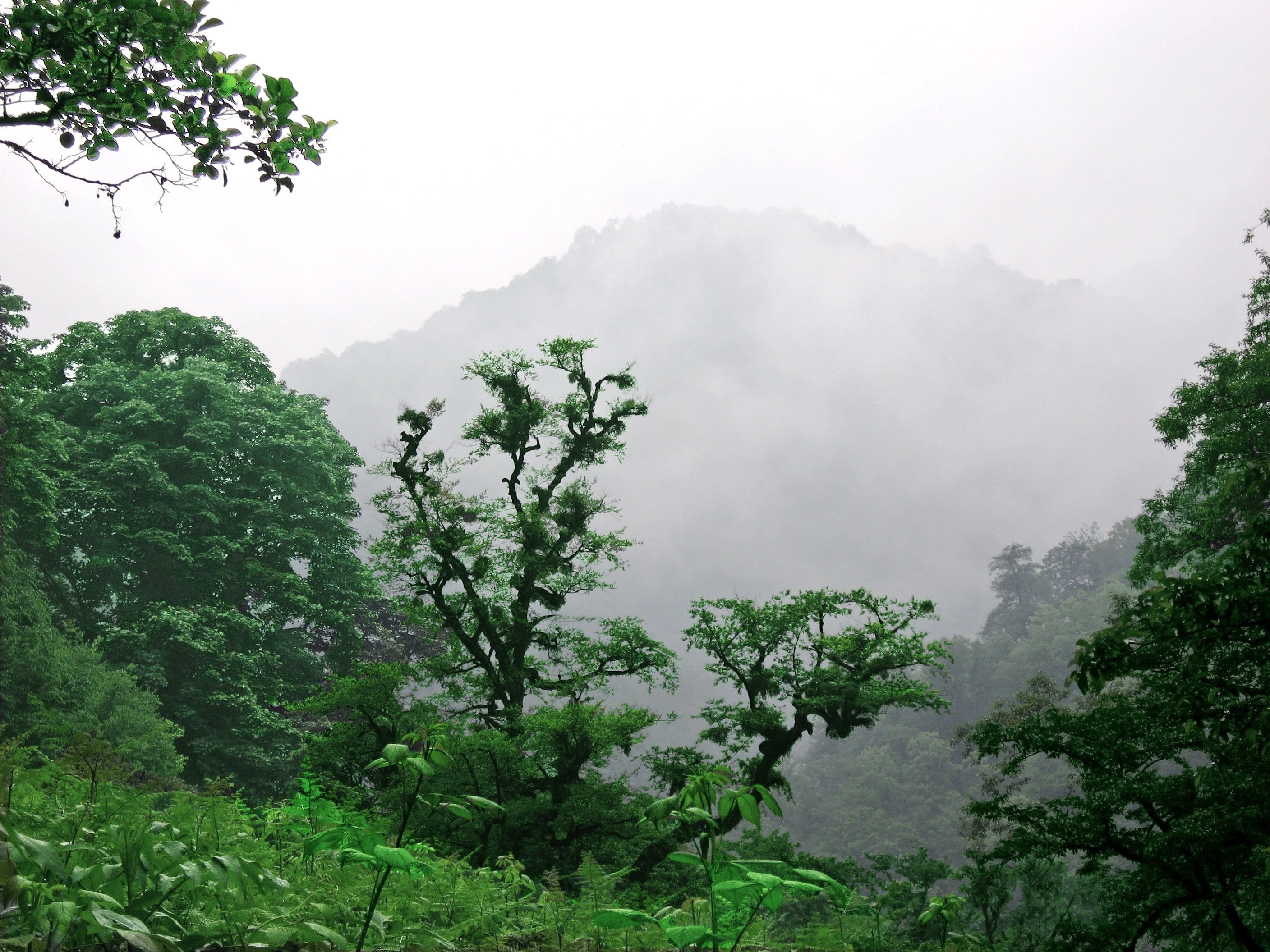
Rừng lá rộng rụng lá tại tỉnh Gīlān, Iran

Thảm thực vật tại đây là rừng lá rộng rụng lá ôn đới với 32,7% diện tích là Sồi phương Đông. Một đặc điểm chính của khu vực này là có ít cây lá kim. Chỉ còn một số tàn dư của cây lá kim tồn tại đến ngày nay gồm Thanh tùng châu Âu, Bách xù, Bách Địa Trung Hải, Trắc bách.
Khu vực đồng bằng ven biển Caspi từng được bao phủ bởi Sồi lá dẻ, Hoàng dương châu Âu, Sủi châu Âu, Sủi Kavkaz, Dương Caspi, Dẻ tai Kavkaz, nhưng những khu rừng này đã được chuyển đổi gần như hoàn toàn thành đất nông nghiệp và đô thị.
Các sườn dốc thấp hơn của dãy núi Talysh và Alborz ở độ cao dưới 700 mét (2.300 ft) có các khu rừng ẩm ướt đa dạng là nơi có mặt của sồi lá dẻ, trăn châu Âu, lim Ba Tư, du Kavkaz, thị sen cùng các loài cây bụi như đông thanh, đậu chổi, cà độc dược, cây dây leo như khúc khắc, thường xuân. Trong đó lim Ba Tư là một loài đặc hữu của dãy núi Talysh và miền bắc Iran.
Ở độ cao trung bình từ 700 và 1.500 m (2.297 và 4.921 ft), sồi phương Đông chiếm ưu thế. Một số loại gỗ cứng quý hiếm khác bao gồm sồi lá dẻ, sồi Kavkaz, trăn châu Âu, trăn phương Đông, dẻ thơm. Các khu rừng sồi ở đây có mối liên kết chặt chẽ với các khu rừng sồi ở Balkan. Tuy nhiên các điều kiện tự nhiên như độ dốc và hình thái học, chẳng hạn như độ ẩm của đất và độ sâu ảnh hưởng đến thảm thực vật tạo thành các loài sồi khác nhau.
Vùng núi phía trên và phụ núi cao được đặc trưng bởi sồi Kavkaz, trăn phương Đông, các loài cây bụi và thảo nguyên. Lãnh nguyên núi cao ở khu vực núi cao nhất.

## Động vật
Hổ Caspi (Panthera tigris tigris) từng có mặt trên những ngọn núi này nhưng hiện đã tuyệt chủng Động vật có vú lớn khác ở đây là báo Kavkaz (Panthera pardus ciscaucasica), linh miêu Á-Âu (Lynx lynx), gấu nâu (Ursus arctos), lợn rừng (Sus scrofa), chó sói (Canis lupus), chó rừng lông vàng (Canis aureus), mèo ri (Felis chaus), lửng châu Âu (Meles meles) và rái cá (Lutra lutra).
Vùng sinh thái này là khu vực nghỉ chân quan trọng cho các loài chim di cư giữa Nga và châu Phi và do đó là môi trường sống chính của nhiều loài chim. Một số loài chim nổi bật có thể được tìm thấy ở đây là ngỗng xám (Anser Anser), ngỗng ngực trắng (Anser albifrons), ô tác châu Âu nhỏ (Tetrax tetrax), quắm đen (plegadis falcinellus), cò thìa Á Âu (Platalea leucorodia), vạc (Nycticorax nycticorax), ngỗng ngực đỏ (Branta ruficollis), cắt lớn (Falco peregrinus), bồ nông Dalmatia (Pelecanus crispus), cò ruồi phương Tây (Bubulcus ibis'), diệc Squacco (Ardeola ralloides), hồng hạc lớn (Phoenicopterus roseus), vịt đầu trắng (Oxyura leucocephala) và gà tuyết Caspi (Tetraogallus caspius).

## Khu vực bảo vệ
Sự đa dạng và đặc hữu của các loài được đại diện trong vùng sinh thái làm cho nó trở thành một khu vực quan trọng để bảo tồn. Môi trường sống trong vùng sinh thái này bị đe dọa khi đất đai bị chuyển đổi thành trồng chè, rau, trái cây, nho, lâm nghiệp và săn bắn.
Các khu vực được bảo vệ hiện có ở Azerbaijan bao gồm:
- Vườn quốc gia Absheron[3]
- Khu bảo tồn quốc gia Gizil-Agach – 88,4 kilômét vuông (34,1 dặm vuông Anh)
- Vườn quốc gia Hirkan - 427,97 kilômét vuông (165,24 dặm vuông Anh)
- Vườn quốc gia Zuvand - 15 kilômét vuông (5,8 dặm vuông Anh)

Các khu vực được bảo vệ hiện có ở Iran bao gồm:
- Vườn quốc gia Golestan
- Khu bảo tồn Jahan Nama
- Khu bảo tồn Trung Alborz
- Khu bảo tồn Lisar
- Khu bảo tồn Siah Keshim
- Khu bảo tồn động vật hoang dã Dodangeh
- Khu bảo tồn động vật hoang dã Miankaleh
- Khu bảo tồn động vật hoang dã Selkeh
- Khu bảo tồn động vật hoang dã Dashtenaz